# T1-es busz (Budapest)
A budapesti T1-es (gyors T1-es) jelzésű autóbusz a Deák tér és Törökbálint, Munkácsy Mihály utca között közlekedett az 1980-as években, tavasztól őszig, a törökbálinti telektulajdonosokat kiszolgáló gyorsjáratként.

## Története
Az 1980-as években a Budapesti Közlekedési Vállalat még elég jó anyagi körülmények között gazdálkodhatott, így a menetrendi járatok mellett speciális igényeket kielégítő járatok indítására is vállalkozott. Ezek kapcsán merült fel az a javaslat, hogy indítson a társaság a budai agglomerációba idényjellegű, gyors buszjáratokat, úgynevezett telkesjáratokat is, a hétvégiház-tulajdonosok kiszolgálására. A T1-es a négy ilyen új buszjárat egyike volt, amely a három másikkal (T2, T3, T4) együtt 1982. március 20-án indult el a Deák térről Törökbálintra.
A járat a többi telkesjárattal egyezően csak hétvégi napokon közlekedett tavasztól őszig, átlagosan húsz perces követési idővel. Viteldíjrendszere is azokéval egyező, speciális volt, bérlettel ugyanis nem lehetett utazni rajta, csak két vonaljegy érvényesítésével, ily módon a viteldíj eleinte 3 forint, majd egy díjemelés után 1985-től 6 forint, megszűnésének évében pedig 12 forint lett. A többi telkesjárathoz hasonlóan, itt is okozhatott bonyodalmat, hogy a vonalra beosztott sofőrök hétköznapokon a város más részein dolgoztak, így a vonalvezetést nem feltétlenül ismerték pontosan, ami miatt olykor az utasok segítségére szorultak.
A telkes járatok utoljára 1989. november 4-én jártak.

## Útvonala
| Törökbálint, Munkácsy Mihály utca felé | Deák tér felé |
| --- | --- |
| Deák tér vá. – Tanács körút – Múzeum körút – Tolbuhin körút – Szabadság híd – Szent Gellért tér – Bartók Béla út – Bocskai út – Szirmai István utca – Budaörsi út – Budapesti út – Budaörs, Szabadság utca – M1-es csomópont – Törökbálinti bekötőút – Bajcsy-Zsilinszky út – Baross utca – Szent István utca – Törökbálint, Munkácsy Mihály utca vá. | Törökbálint, Munkácsy Mihály utca vá. – Munkácsy Mihály utca – Bartók Béla út – Bajcsy-Zsilinszky út – Törökbálinti bekötőút – M1-es csomópont – Budaörs, Szabadság utca – Budapesti út – Budapest, Budaörsi út – Lapu utca – – Szirmai István utca – Bartók Béla út – Szent Gellért tér – Szabadság híd – Tolbuhin körút – Múzeum körút – Tanács körút – Deák tér vá. |

## Megállóhelyei
| 0                                        | Deák tér végállomás                          | 31 | Millenniumi Földalatti Vasút 4, 4A, 9, 16 47, 49                       |
| 6                                        | Móricz Zsigmond körtér                       | 25 | 1, 3, 3, 7, 7A, 7, 10, 10A, 27, 40, 110, 153, T4 6, 18, 19, 47, 49, 61 |
| 12                                       | Sasadi út (↓) Osztapenko (↑)                 | 17 | 40, 41, 53, 72, 87, 87A, 87B, 139, 153                                 |
| Budapest–Budaörs közigazgatási határa    |                                              |    |                                                                        |
| 18                                       | Budaörs, Béke tér (↓) Béke tér (↑)           | 12 | 40, 88                                                                 |
| 20                                       | Kisfaludy utca (↓) Petőfi utca (↑)           | 10 | 40, 88                                                                 |
| 23                                       | Alcsiki dűlő                                 | 8  | 88, 140                                                                |
| 23                                       | Forrás utca (↓) Ibolya utca (↑)              | 8  | 88, 140                                                                |
| 24                                       | Törökugrató                                  | 7  | 88, 140                                                                |
| 24                                       | Csiki csárda                                 | 7  | 88, 140                                                                |
| 25                                       | Csiki tanya                                  | 6  | 88, 140                                                                |
| Budaörs–Törökbálint közigazgatási határa |                                              |    |                                                                        |
| 27                                       | Deák Ferenc utca                             | 4  | 72                                                                     |
| 31                                       | Törökbálint, Munkácsy Mihály utca végállomás | 0  | 72, 88, 188                                                            |